# Eberhard von Gemmingen (Abt)
Eberhard von Gemmingen (erwähnt 1335 bis 1368) war Abt im Stift Sinsheim.

## Leben
Er entstammte der Gemminger Familienlinie der Velscher und war ein Sohn von Schweickardt dem Alten († 1371) und der Gerhausin von Oewisheim. Spätestens 1335 war er Abt im Stift Sinsheim und titulierte sich dort als „von Gottes Gnaden“. Sein Bruder Hans kam nach dem Mord an Klein-Ulrich von Bromberg als Konventsbruder auch ins Sinsheimer Stift. Am Sonntag nach St. Urban 1335 vertauschte Eberhard mit dem Edelknecht Dieter von Venningen die Fauthei des Klosterhofs in Rohrbach gegen 43 Morgen Ackerland. 1348 verschrieb er der Wormser Kirche den Stiftsbesitz in Kirchheim bei Heidelberg. 1358 verkaufte er seinen Eigenbesitz und den des Klosters in Stetten am Heuchelberg an Dietrich von Gemmingen. 1365 bewilligte er den Verkauf des Hofs Kirchstetten von seinem Bruder Schweiker dem Schwarzen († 1377) an den Brettener Vogt Weiprecht von Helmstatt. 1372 wird er nicht mehr erwähnt.